# بولدیرفکا
بولدیرفکا (به لاتین: Boldyrevka) یک منطقهٔ مسکونی در روسیه است که در استان آمور واقع شده‌است.